# Lieven van der Schelden

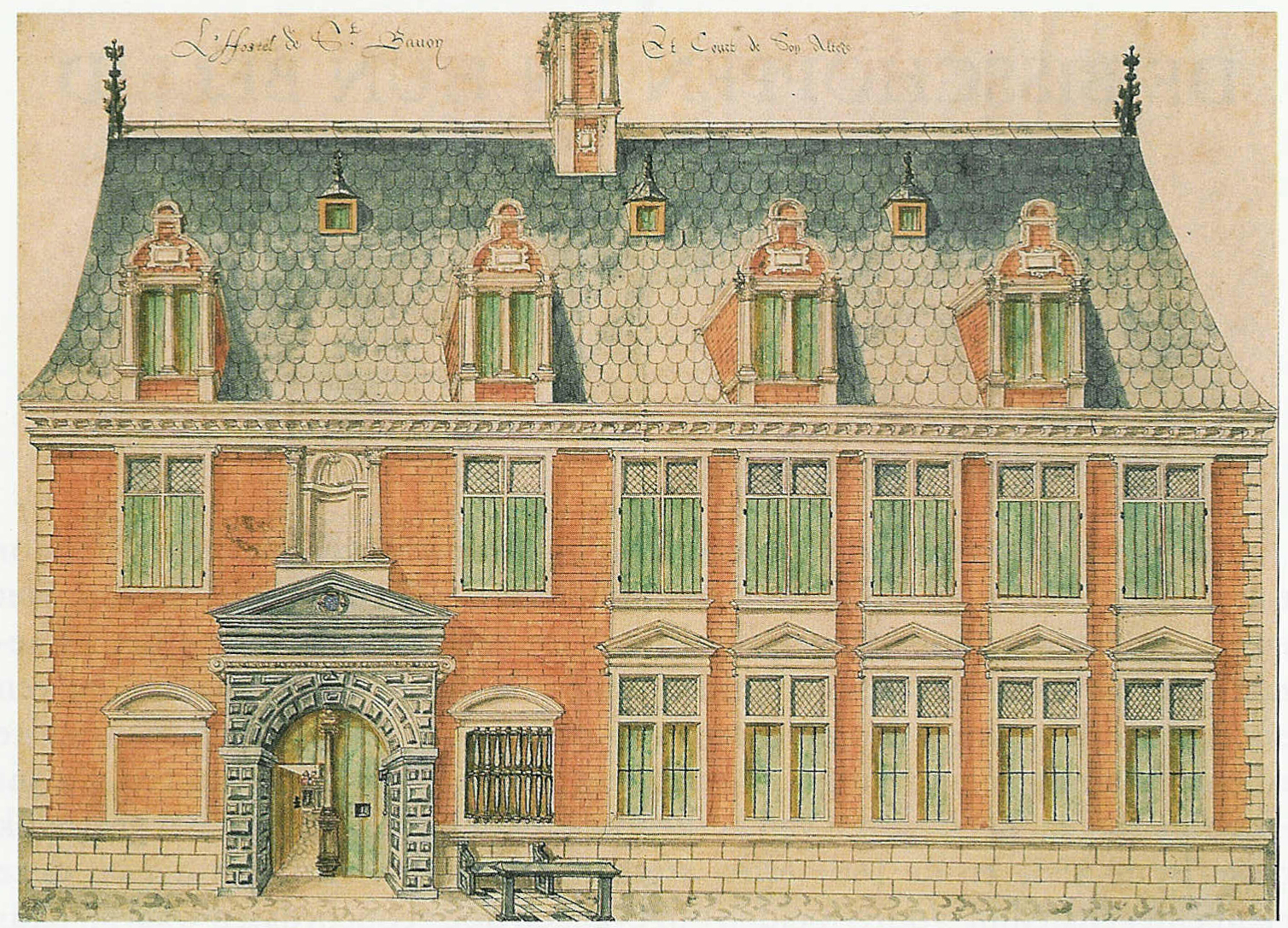
Hof van Sint-Baafs. Aquarel van Lieven van der Schelden uit 1585

Lieven van der Schelden was een Vlaamse kunstschilder die in de tweede helft van de 16e eeuw bekendheid verwierf met zijn miniaturen en heraldische schilderwerken. Hij was een leerling van Lucas d'Heere en genoot in zijn tijd groot aanzien. In 1584 werd hij benoemd tot deken van het schildersambacht.
Nadat hij in 1579 een wapenboek voor de ambachten van de stad Gent had gemaakt, gaf de stad regelmatig opdrachten aan Van der Schelden. Hij werd bijvoorbeeld gevraagd voor het beschilderen van vaandels en wapenschilden.
Van der Schelden had zijn leermeester D'Heere in 1582 geassisteerd bij de organisatie van de feestelijke inkomst en huldiging van hertog Frans van Anjou, die toen graaf van Vlaanderen werd. Nadat de Gentse Republiek zich op 17 september 1584 had onderworpen aan Alexander Farnese, werden plannen gemaakt voor diens feestelijke onthaal. Omdat D'Heere echter eerder dat jaar was overleden, kreeg Van der Schelden ditmaal zelf het toezicht op de voorbereidingen en decoraties.
Van der Schelden liet een groot aantal versieringen oprichten, waaronder twee obelisken en de triomfboog die D'Heere twee jaar eerder had gemaakt en die door Van der Schelden zorgvuldig werd aangepast. De plechtige inhuldiging vond echter nooit plaats, omdat Farnese in verband met het op hande zijnde Beleg van Antwerpen niet in staat was naar Gent af te reizen en pas in 1587 voor het eerst in Gent arriveerde. Tegen die tijd waren Van der Scheldens versieringen reeds verdwenen. Ze zijn echter deels bewaard in een handschrift dat hij vervaardigde met aquarellen en gedetailleerde beschrijvingen van alle decoraties. Hij overhandigde het in 1586-1587 aan het stadsbestuur. 

## Bron
- Schouwende fantasye. Opstellen van Werner Waterschoot. Gent, Academia Press (2002), pag. 227 e.v.